# Новогреческий язык
Новогреческий язык (греч. Νέα ελληνική γλώσσα, νεοελληνική γλώσσα, νέα ελληνικά; самоназвание: Ελληνικά [ɛ̞ˌliniˈka]; в лингвистике иногда используется Κοινή Νεοελληνική γλώσσα — новогреческое койне) — обобщающее название для всех диалектов, которые используются на современном этапе развития греческого языка.
Начало новогреческого исторического периода условно отсчитывается от падения Константинополя и краха Византийской империи в 1453 году, хотя до сих пор лингвистическая граница между современным и среднегреческим языками не выявлена, поскольку многие языковые особенности, присущие новогреческому, существовали даже в III веке до н. э..
На протяжении большей части этого периода греческий язык развивался в условиях диглоссии, а также использовался в форме различных региональных диалектов. Кроме того, на протяжении XIX и XX веков имела место конкуренция между псевдонародной формой языка — димотикой и архаизированной, искусственно приближенной к древнегреческому «очищенной» кафаревусой. Официальным языком Греции и Кипра, а также Европейского союза является современный стандарт греческого языка, основанный на димотике.

## Особенности
Греческий язык является независимой ветвью индоевропейских языков, а новогреческий — его независимой ветвью. Все современные (новогреческий) формы и местные диалекты греческого, кроме цаконского, являются потомками койне, которое было в употреблении в эпоху поздней античности. Таким образом, все они могут быть классифицированы как потомки аттического греческого языка — диалекта, на котором говорили жители Афин и их окрестностей в классическую эпоху. Цаконский диалект, изолированный диалект, который ныне используется лишь небольшой группой жителей Пелопоннеса, является потомком древнего дорического диалекта. Некоторые другие диалекты сохранили элементы различных древних неаттических диалектов, однако  большинство учёных считают главным источником всех этих современных диалектов именно аттическое койне.

## География
Всего в мире говорит по-гречески около 14-17 млн человек, проживающих главным образом в Греции и на Кипре, а также этнические меньшинства и эмигрантские сообщества во многих других странах мира. Существуют также традиционные греческие поселения в соседних странах: Албании, Болгарии и Турции, в ряде стран черноморского побережья: Украина, Россия, Грузия, Армения, — а также Средиземноморья: юг Италии, Израиль, Египет. На новогреческом языке также говорят эмигрантские сообщества во многих странах Западной Европы, Северной Америки, Австралии, а также в Аргентине, Бразилии и других странах. Новогреческий язык также является языком национальных меньшинств в Сербии, Албании, Болгарии и Румынии.
Греческий язык имеет статус официального языка в Греции, где на нем говорят около 99,5 % от общей численности населения. Кроме того, греческий язык, наряду с турецким, является официальным языком Кипра. Поскольку Греция и Кипр являются членами Европейского союза, греческий — один из 24 официальных языков ЕС. Греческий официально признан в качестве языка национальных меньшинств в нескольких районах Турции, Италии и Албании.

## Диалекты
- Димотика
- Кафаревуса
- Понтийский язык
- Каппадокийский греческий язык
- Цаконский язык
- Еврейско-греческий диалект